# جون كوكس
جون كوكس (بالإنجليزية: John Cox)‏ (31 ديسمبر 1870 في المملكة المتحدة - 1 يونيو 1957) هو لاعب كرة قدم بريطاني (وحمل سابقاً جنسية المملكة المتحدة لبريطانيا العظمى وأيرلندا) في مركز نصف الجناح. شارك مع منتخب إنجلترا لكرة القدم. أما مع النوادي، فقد لعب مع ديربي كاونتي.

## وصلات خارجية
- جون كوكس على موقع قاعدة بيانات كرة القدم.إي يو (الإنجليزية)
- جون كوكس على موقع ناشيونال فوتبول تيمز (الإنجليزية)